# Гальвес, Росарио
Росарио Добладо, более известная как Росарио Гальвес (исп. Rosario Doblado, mas conocido como Rosario Galvez) (15 октября 1926 — 17 сентября 2015, Мехико, Мексика) — мексиканская актриса и писательница, актриса «Золотого века мексиканского кинематографа».

## Биография
Родилась 15 октября 1926 года. В мексиканском кинематографе дебютировала в 1951 году и с тех пор снялась в 45 работах в кино и телесериалах и снималась вплоть до 2000 года. В 2000 году написала книгу-автобиографию о своём детстве и счастливой семейной жизни с актёром Луисом Агиларом (1915—1997), смерть которого она восприняла так трагически, что слегла с болезнью и на три года пропала с экранов. Появилась лишь однажды в 2000 году в телесериале Женщина, случаи из реальной жизни и вновь слегла с болезнью и решила порвать с кинематографом окончательно.
Скончалась 17 сентября 2015 года в Мехико от пневмонии, не дожив чуть более месяца до своего 89-летия.

### Личная жизнь
От брака с актёром Луисом Агиларом, у Росарио Гальвес один ребёнок.

## Фильмография

### Художественные фильмы
- Reclusorio (1997) .... Juez (segmento "Eutanasia o asesinato")
- Mama Dolores (1971)
- Cristo 70 (1970)
- La marcha de Zacatecas (1969)
- La puerta y la mujer del carnicero (1968) .... Invitada en la fiesta (segmento "La puerta")
- El comandante Furia (1966)
- Los cuatro Juanes (1966) .... Sabina
- Atrás de las nubes (1962) .... Mujer casada
- La trampa mortal (1962)
- Tres tristes tigres (1961)
- La máscara de la muerte (1961)
- El correo del norte (1960)
- Mi niño, mi caballo y yo (1959)
- Flor de canela (1959)
- Ando volando bajo (1959)
- Sabrás que te quiero (1958)
- La Diana cazadora (1957)
- La culpa de los hombres (1955)
- Para siempre (1955) .... Susi
- La gaviota (1955) .... Leonor
- Los paquetes de Paquita (1955)
- ¿Mujer... o fiera? (1954)
- Maldita ciudad (un drama cómico) (1954)
- La entrega (1954) .... Amiga de Julia
- El joven Juárez (1954)
- Cuando me vaya (1954)
- Amor, qué malo eres! (1953)
- Sentenciado a muerte (1951)
- Salón de belleza (1951) .... Elvira

### Теленовеллы
- Шалунья (1997-98) .... Sofía
- Bajo un mismo rostro (1995) .... Luciana de Gorostiaga
- Prisionera de amor (1994) .... Eugenia
- Tenías que ser tú (1992-1993)
- La sonrisa del diablo (1992) .... Lena San Román
- Atrapada (1991) .... Tomasa (1991-1992)
- Un rostro en mi pasado (1990) .... Pacita
- Victoria (1987) .... Sofía Williams y Montero (1987-1988)
- Yesenia (1987) .... Amparo
- Cicatrices del alma (1986) .... Pastora
- Bodas de odio (1983) .... Paula de Mendoza
- La búsqueda (1982)
- Cancionera (1980) .... Amparo
- Vamos juntos (1979) .... Catalina
- Doménica Montero (1978) .... Angélica
- Ven conmigo (1975) .... Laura
- Extraño en su pueblo (1973) .... Irene
- El carruaje (1972) .... Rosalía Cano
- Pequeñeces (1971) .... Isabel
- La tormenta (1967) .... Carmen Serdán
- Deborah (1967)
- La búsqueda (1966)
- El abismo (1965)

### Многосезонные ситкомы
- Женщина, случаи из реальной жизни (1985-2007; снялась в трёх сезонах в 1997 году и одном сезоне в 2000 году).

## Награды и премии

### TVyNovelas
| Год  | Номинация       | Теленовелла       | Итоги премии |
| ---- | --------------- | ----------------- | ------------ |
| 1988 | Лучшая актриса  | Виктория          | Победа       |
| 1984 | Лучшая злодейка | Свадьбы ненависти | Проигрыш     |